# Kömpöc
Kömpöc is een plaats (község) en gemeente in het Hongaarse comitaat Bács-Kiskun. Kömpöc telt 803 inwoners (2002).